# Onozawa Toshiki
Onozawa Toshiki (斧澤 隼輝 Onozawa Toshiki, sinh ngày 2 tháng 6 năm 1998) là một cầu thủ bóng đá người Nhật Bản. Anh thi đấu cho Cerezo Osaka.

## Sự nghiệp
Onozawa Toshiki gia nhập Cerezo Osaka năm 2016. Ngày 13 tháng 3 năm anh ra mắt ở J3 League (v Grulla Morioka).